# Státní institut ruského jazyka A. S. Puškina
Státní institut ruského jazyka A. S. Puškina (rusky Государственный Институт русского языка им. А.С. Пушкина; zkr. ГИРЯП) je ruská státní instituce, nacházející se v Moskvě, zabývající se výukou ruštiny jako cizího jazyka.

## Historie
Tento institut byl založen již v roce 1966. Původně byl avšak součástí Lomonosovovy univerzity v Moskvě. Od roku 1973 je po formální stránce samostatnou institucí. Od roku 1999 má svoji vlastní filologickou fakultu, jež nabízí různě stupně vysokoškolského studia. Studoval lze zde i formou jazykových kurzů.